# Фидлер, Эмануэль
Эмануэль Фидлер (нем. Emanuel Fiedler; 5 мая 1859, Самбор, Австро-Венгрия (ныне Украина) — 4 октября 1944, Бруклайн) — американский скрипач австрийского происхождения.
Родился в семье дирижёра городского оркестра. В 1885—1911 гг. играл в Бостонском симфоническом оркестре, в этом же коллективе играли его братья Бернард и Густав. Одновременно в 1885—1887 гг. вторая скрипка в самом первом составе Квартета Кнайзеля, затем некоторое время выступал в струнном квартете Тимоте Адамовского. После 1910 г. несколько лет работал в Берлине. Похоронен на еврейском кладбище Shari Jerusalem в Вуберне.
Сын Фидлера — дирижёр Артур Фидлер, которого он назвал в честь Артура Никиша. Три дочери Фидлера, Эльза, Роза и Фредерика, также занимались музыкой.